# Grupp Krilon
Grupp Krilon är en roman av Eyvind Johnson utgiven 1941.
Den utgör första delen av trilogin Krilon och handlar om en samtalsgrupp kring huvudpersonen, fastighetsmäklaren Johannes Krilon. Handlingen om hur Krilon angrips på fastighetsmarknaden och sammanhållningen i hans grupp sätts på prov är en allegori om andra världskriget.